# Lista modelelor Playboy între anii 1953–1959
Lista modelolor playboy la masculin și feminin apare într-un catalog al revistei magazin Playboy.

## 1953
| Luna  | Model pe copertă | Model pe poster | Imagini |
| ----- | ---------------- | --------------- | ------- |
| 12-53 | Marilyn Monroe   | Marilyn Monroe  |         |

## 1954
| Luna  | Model pe copertă | Model pe poster                | Imagini |
| ----- | ---------------- | ------------------------------ | ------- |
| 1-54  | model necunoscut | Margie Harrison                |         |
| 2-54  | Yvonne Ménard    | Margaret Scott (Marilyn Waltz) |         |
| 3-54  | Joanne Arnold    | Dolores Del Monte              |         |
| 4-54  | Leigh Lewin      | Marilyn Waltz                  |         |
| 5-54  | fără model       | Joanne Arnold                  |         |
| 6-54  | fără model       | Margie Harrison                |         |
| 7-54  | model necunoscut | Neva Gilbert                   |         |
| 8-54  | fără model       | Arline Hunter                  |         |
| 9-54  | fără model       | Jackie Rainbow                 |         |
| 10-54 | Madeline Castle  | Madeline Castle                |         |
| 11-54 | fără model       | Diane Hunter                   |         |
| 12-54 | Terry Ryan       | Terry Ryan                     |         |

## 1955
| Luna  | Model pe copertă          | Model pe poster  | Imagini |
| ----- | ------------------------- | ---------------- | ------- |
| 1-55  | model necunoscut          | Bettie Page      |         |
| 2-55  | Leigh Lewin, Arlene Kieta | Jayne Mansfield  |         |
| 3-55  | nu s-a publicat           |                  |         |
| 4-55  | Leigh Lewin               | Marilyn Waltz    |         |
| 5-55  | Leigh Lewin               | Marguerite Empey |         |
| 6-55  | Donna Kime                | Eve Meyer        |         |
| 7-55  | Janet Pilgrim             | Janet Pilgrim    |         |
| 8-55  | Joanne Arnold             | Pat Lawler       |         |
| 9-55  | Marilyn Monroe            | Anne Fleming     |         |
| 10-55 | Marilyn McClintock        | Jean Moorehead   |         |
| 11-55 | Barbara Cameron           | Barbara Cameron  |         |
| 12-55 | Janet Pilgrim             | Janet Pilgrim    |         |

## 1956
| Luna  | Model pe copertă                    | Model pe poster  | Imagini       |
| ----- | ----------------------------------- | ---------------- | ------------- |
| 1-56  | Jean Moorehead                      | Lynn Turner      |               |
| 2-56  | Pat Lawler Margaret Scott Eve Meyer | Marguerite Empey |               |
| 3-56  | Marian Stafford                     | Marian Stafford  |               |
| 4-56  | fără model                          | Rusty Fisher     |               |
| 5-56  | Dolores Taylor                      | Marion Scott     | Meg Myles     |
| 6-56  | model necunoscut                    | Gloria Walker    |               |
| 7-56  | model necunoscut                    | Alice Denham     | Marla English |
| 8-56  | model necunoscut                    | Jonnie Nicely    |               |
| 9-56  | Diane Harmsen                       | Elsa Sørensen    |               |
| 10-56 | Mary Ann, Shirley                   | Janet Pilgrim    |               |
| 11-56 | Anna Kirstein                       | Betty Blue       |               |
| 12-56 | Lisa Winters                        | Lisa Winters     |               |

## 1957
| Luna  | Model pe copertă | Model pe poster    | Imagini                     |
| ----- | --- | ------------------ | --------------------------- |
| 1-57  | Marian Scott Elsa Sorensen Alice Denham Rusty Fisher Lisa Winters Betty Blue Marguerite Empey Marian Stafford Jonnie Nicely Gloria Walker Janet Pilgrim Lynn Turner | June Blair         |                             |
| 2-57  | Jayne Mansfield | Sally Todd         |                             |
| 3-57  | Sandra Edwards | Sandra Edwards     |                             |
| 4-57  | Elaine Conte | Gloria Windsor     |                             |
| 5-57  | fără model | Dawn Richard       | Tina Louise                 |
| 6-57  | fără model | Carrie Radison     | Vikki Dougan & Lisa Winters |
| 7-57  | Dawn Richards | Jean Jani          |                             |
| 8-57  | Dolores Donlon | Dolores Donlon     |                             |
| 9-57  | Jacquelyn Prescott | Jacquelyn Prescott | Jana Davi                   |
| 10-57 | model necunoscut | Colleen Farrington |                             |
| 11-57 | model necunoscut | Marlene Callahan   | Sophia Loren                |
| 12-57 | Lisa Winters Linda Vargas | Linda Vargas       | Fourth Anniversary issue    |

## 1958
| Luna  | Model pe copertă                                                               | Model pe poster         | Imagini                                  |
| ----- | ------------------------------------------------------------------------------ | ----------------------- | ---------------------------------------- |
| 1-58  | Lisa Winters Marian Stafford June Blair Gloria Walker Gloria Windsor Jean Jani | Elizabeth Ann Roberts   |                                          |
| 2-58  | model necunoscut                                                               | Cheryl Kubert           | Jayne Mansfield                          |
| 3-58  | Brigitte Bardot Michiko Hamamura                                               | Zahra Norbo             | Brigitte Bardot                          |
| 4-58  | Marilyn Dann                                                                   | Felicia Atkins          |                                          |
| 5-58  | Lari Laine                                                                     | Lari Laine              | Tina Louise                              |
| 6-58  | Judy Lee Tomerlin                                                              | Judy Lee Tomerlin       |                                          |
| 7-58  | Joyce Nizzari                                                                  | Linné Ahlstrand         |                                          |
| 8-58  | model necunoscut                                                               | Myrna Weber             |                                          |
| 9-58  | Teri Hope                                                                      | Teri Hope               | June Wilkinson                           |
| 10-58 | Babette Mara Corday Pat Sheehan                                                | Mara Corday Pat Sheehan |                                          |
| 11-58 | model necunoscut                                                               | Joan Staley             | Brigitte Bardot                          |
| 12-58 | model necunoscut                                                               | Joyce Nizzari           | Fifth Anniversary issue, Jayne Mansfield |

## 1959
| Luna  | Model pe copertă                                                     | Model pe poster | Imagini                  |
| ----- | -------------------------------------------------------------------- | --------------- | ------------------------ |
| 1-59  | Elizabeth Ann Roberts Teri Hope Myrna Weber Cheryl Kubert Lari Laine | Virginia Gordon |                          |
| 2-59  | Ardie Scott                                                          | Eleanor Bradley |                          |
| 3-59  | model necunoscut                                                     | Audrey Daston   |                          |
| 4-59  | fără model                                                           | Nancy Crawford  | Tina Louise              |
| 5-59  | Cindy Fuller Fran Stacy Mary Jane Ralston                            | Cindy Fuller    |                          |
| 6-59  | model necunoscut                                                     | Marilyn Hanold  |                          |
| 7-59  | fără model                                                           | Yvette Vickers  |                          |
| 8-59  | Clayre Peters                                                        | Clayre Peters   | June Wilkinson           |
| 9-59  | Marianne Gaba                                                        | Marianne Gaba   | Bunny Yeager             |
| 10-59 | Eleanor Bradley                                                      | Elaine Reynolds | Kim Novak Elaine Stewart |
| 11-59 | fără model                                                           | Donna Lynn      | Linda Cristal            |
| 12-59 | model necunoscut                                                     | Ellen Stratton  |                          |